# 余錦豪
余錦豪（1975年11月12日—），出生於廣州，中國前男子羽球運動員。
余錦豪於1997年加入國家隊。他是1998年在泰國曼谷舉行的亞洲運動會羽毛球比賽上獲得銀牌的中國男子隊成員之一，並在與劉永合作的男子雙打比賽中獲得銅牌。他在1999年1月的男子雙打項目中排名世界第五。他與陳其遒搭檔參加了2000年雪梨奧運會。
余錦豪曾代表中國參加2000年湯姆斯盃。在與印尼對陣的決賽中，他與陳其遒擔任第一雙打，以9:15、2:15輸給吳俊明/雷克西·邁納基組合。中國隊後來以0-3輸球而獲得亞軍。
25歲時，由於傷病等原因，他離開了國家隊。他在中學擔任教師，是廣州市政協委員之一。